# Блакитнар золотошиїй
Блакитна́р золотошиїй (Iridosornis jelskii) — вид горобцеподібних птахів родини саякових (Thraupidae). Мешкає в Перу і Болівії. Вид названий на честь польського зоолога і мандрівника Костянтина Єльського.

## Опис
Довжина птаха становить 14 см, вага 16-26 г. Верхня частина тіла переважно синя, нижня частина тіла рудувато-коричнева, боки синюваті. Обличчя чорне, окаймлене широкою золотичто-жовтою смугою, тім'я жовте. Задня частина шиї чорна, махові і стернові пера чорні.

## Підвиди
Виділяють два підвиди:
- I. j. jelskii Cabanis, 1873 — Анди на півночі і в центрі Перу (від Ла-Лібертада до Хуніна);
- I. j. bolivianus Berlepsch, 1912 — Анди на південному сході Перу (Куско) та в Болівії (на південь до Кочабамби).

## Поширення і екологія
Золотошиї блакитнарі живуть у вологих гірських тропічних лісах та на узліссях. Зустрічаються на висоті від 2500 до 3500 м над рівнем моря.